# Les Maîtres de l'Affiche

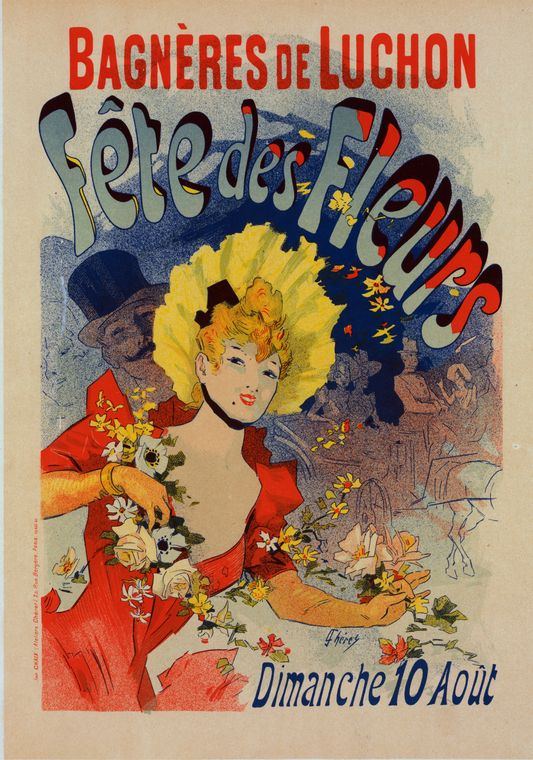
Fête des Fleurs door Jules Chéret

Les Maîtres de l'affiche is een verzamelwerk van 256 gekleurde lithografische affiches die tussen 1895 en 1900 zijn verschenen. De volledige titel luidt: Les maîtres de l'affiche: publication mensuelle contenant la reproduction des plus belles affiches illustrées des grands artistes, français et étrangers, éditée par L'Imprimerie Chaix, Paris (1895-1900). Rond de jaren 1890 waren de straten van de Franse steden verlevendigd door grote, kleurrijke affiches. In de laatste vijf jaar van de 19e eeuw, speelde Imprimerie Chaix een grote rol bij de instandhouding van de uitbundige sfeer van de belle époque. Het was in die jaren dat deze drukkerij chromolithografische afdrukken liet verschijnen – in de authentieke kleuren –  van 256 affiches uit die tijd. Deze collectie was gereproduceerd van de originele ontwerpen van de 97 deelnemers en werd samengesteld door  Jules Chéret, de vader van de affichekunst. Chéret spande de kroon met opname in de reeks van 67 van zijn litho's. Ongeveer 100 afbeeldingen van de affiches werden gedrukt bij de eigen drukkerij van Chéret aan de Rue Bergère 20 in Parijs.
De reproducties werden in pakjes van vier stuks iedere maand - 60 maanden lang - van december 1895 tot en met november 1900 - afgeleverd aan de afnemers en in 16 afleveringen was een extra bonus van een speciaal ontworpen litho. Deze zeer succesvolle reproducties en het later verschenen complete boek zijn over de gehele wereld zeer in trek bij affiche-verzamelaars.
De volgende drukkerijen waren betrokken bij de affiches van bovenvermelde uitgave: Imprimerie Chaix (ateliers Cheret) Paris (De voornaamste drukkerij) = Imp. Edward Ancourt, Paris = Imp. Paul Dupont, Paris = Warterlow & Sons, London = Imp. Eugene Verneau , Paris = Imp. Bourgerie & Cie, Paris = Imp. Benard, Liege = Imp. Eugene Marx, Paris = Stafford  Co, Netherfield = Imp. Charles Verneau, Paris = W.R. Smith & Son, London = Imp. Lemercier, Paris = Imp. Van Bruggenhoudt, Bruxelles = Imp. Camis, Paris = Imp. Ancourt, Paris = Imp. Herold & Cie, Paris = Lith. H.J.E. Goossens, Bruxelles = Imp. J. Bognard, Paris = Imp. Belfond & Co, Paris = Impressions Artistiques, Paris = Lith. V. Neuberta, Praha = Lith. Jaspar Freres, Liege = Imp. Courmont Freres, Paris = Kunstanstalt, Berlin = Kunstanstalt Wilhelm Hoffmann, Dresden = Imp. Draeger & Lesieur, Paris = Imp. d 'Art E. Malfeyt, Paris = Peerless & Co, Rochester N.Y. = Imp. Eduard Delanchy, Paris = David Allen & Sons, Belfast etc. = Affiches d'Art O. de Rycker, Bruxelles = Lith. F. Appel, Paris = Stone & Kimball, Chicago = Imp. P. Leménie, Paris = Imp. Ad. Mertens, Bruxelles = Imp. F. Champenois, Paris = Imp. G. de Malherbe, Paris = Lith. J.L. Goffart, Bruxelles = Imp. Ch. Levy, Paris = Imp, Thomas & Wylie = Imp. G. Bataille, Paris = Meissenbach Riftarth, München = Imp. P. Vercasson, Paris = The Dangerfield Printing Co, London = Kosmos, Budapest = Imp. Trommer & Moreau , Paris = Imp. Fraipont & Moreau, Paris = Liebler & Mass, N.Y. = Stoomdrukkerij Senefelder, Amsterdam.

## De deelnemers aan Les Maîtres de l'Affiche
- Adolfo Hohenstein
- Adolphe Crespin
- Adolphe Willette
- Albert Guillaume
- Albert Morrow
- Alexander Charpentier
- Alexandre De Rique
- Alice R. Glenny
- Alfons Mucha
- Armand Rassenfosse
- Arpad Basch
- Arthur Wesley Dow
- Auguste Donnay
- Auguste Gorguet
- Bac (Ferdinand Sigismond Bach)
- Carlos Schwabe
- Crafty (Victor Geruzez)
- Charles Herbert Woodbury
- Charles Leandre
- Charles Lucas
- Dudley Hardy
- E. Barcet
- Eduard Duyck
- Edward Penfield
- Emile Berchmans
- Emmanuel Poire Caran D'Ache
- Ethel Reed
- Etienne Moreau-Nelaton
- Eugène Grasset
- F.A.Casals
- Ferdinand Misti-Mifliez
- Fernand Gottlob
- Fernand Toussaint
- Fernel (C. Cerckel)

- Firmin Etienne Bouisset
- Félix Vallotton
- Frank Hazenplug
- Fred Hyland
- Fritz Rehm
- G.Boano
- Gaston Noury
- Georges-Antoine Rochegrosse
- Georges Fay
- Georges de Feure
- Georges Meunier
- Giovanni Mataloni
- Gustave Fraipont
- Henri Evenepoel
- Henry Gerbault
- H. Thomas
- Henry-Gabriel Ibels
- Henri Cassiers
- Henri Meunier
- Henri de Toulouse-Lautrec
- Hugo D'Alesi
- Hyland Ellis
- James Pryde
- Joseph Sattler
- Jean Louis Forain
- Johann Georg van Caspel
- Jules Chéret
- Jules-Alexandre Grün
- Julius Mandes Price
- Léo Gausson
- Léopold Stevens
- Lorant-Heilbronn
- Louis Anquetin

- Louis Rhead
- Louis Maurice Boutet De Monvel
- Lucien Lefevre
- Lucien Metivet
- M. Louise Stowell
- Manuel Orazi
- Manuel Robbe
- Maurice Denis
- Maurice Greiffenhagen
- Maurice Realier-Dumas
- Maxfield Parrish
- Maximillian Luce
- Noury
- Otto Fisher
- Pal (Jean de Paleologu)
- Paul Berthon
- Paul Fischer
- Pierre Bonnard
- Pierre Punis de Chavannes
- Privat Livemont
- Reisner
- Rene Pean
- Roedel
- Rudolf Koller
- Rudolf Witzel
- The Beggarstaffs
- Théophile-Alexandre Steinlen
- V. Guillet
- Vaclav Oliva
- Vojtěch Hynais
- Will Carqueville
- William H. Bradley
- William Nicholson

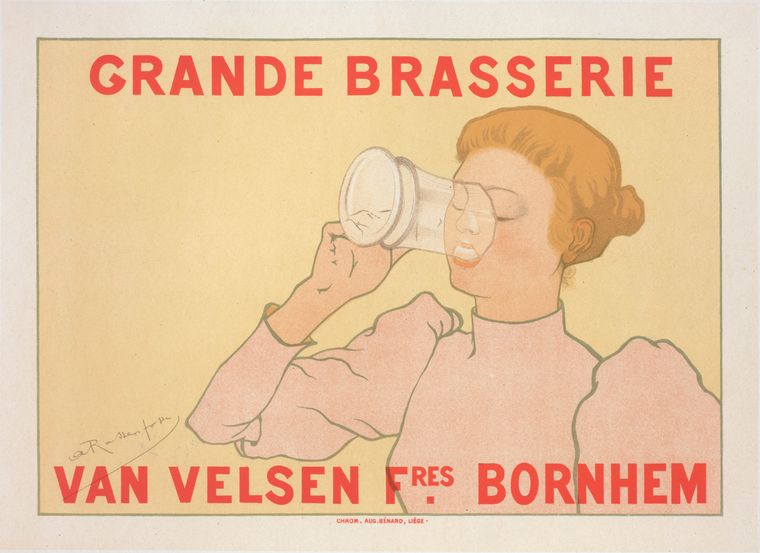
Grande Brasserie door Armand Rassenfosse
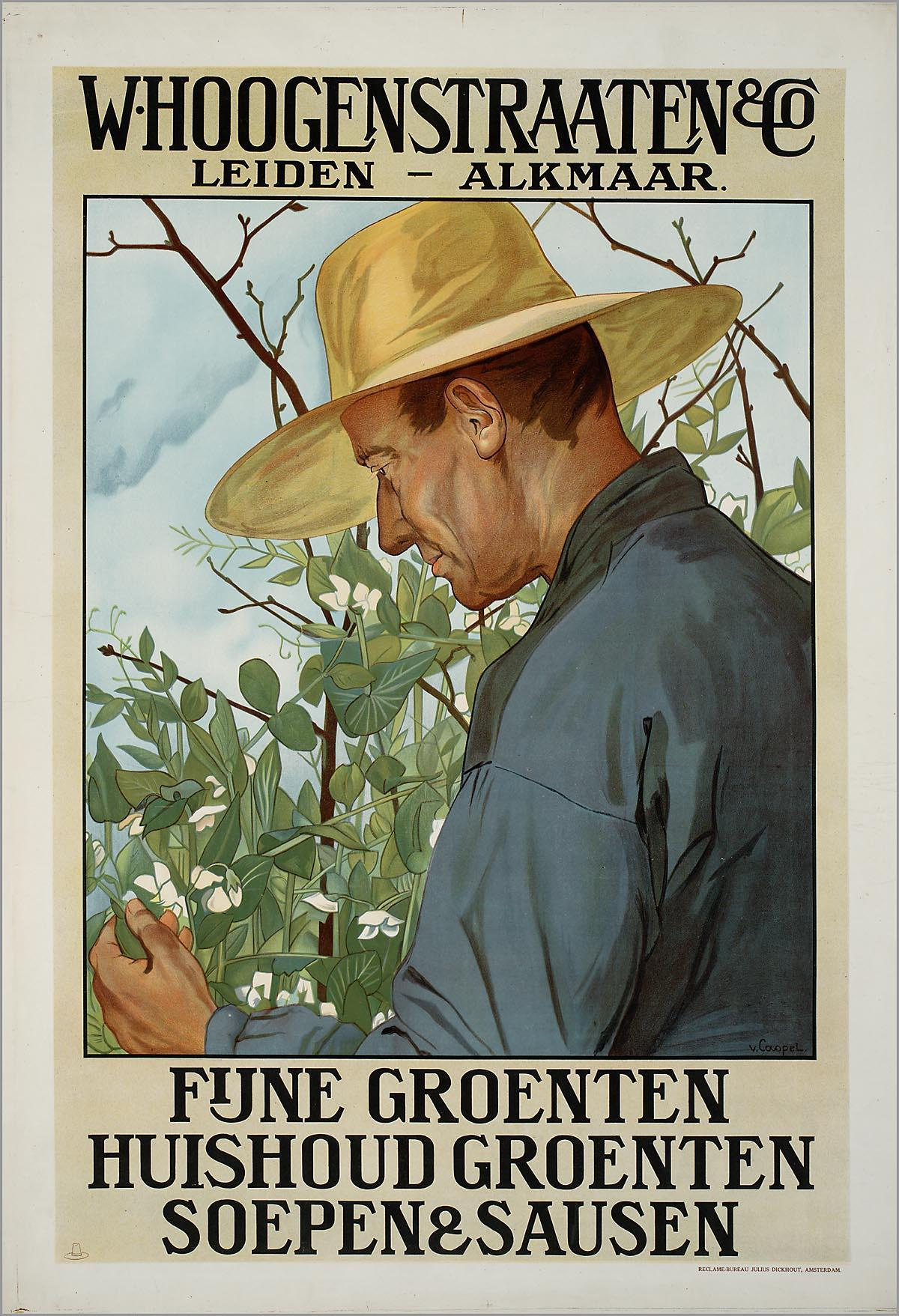
Johann Georg van Caspel: W. Hoogenstraaten & Co
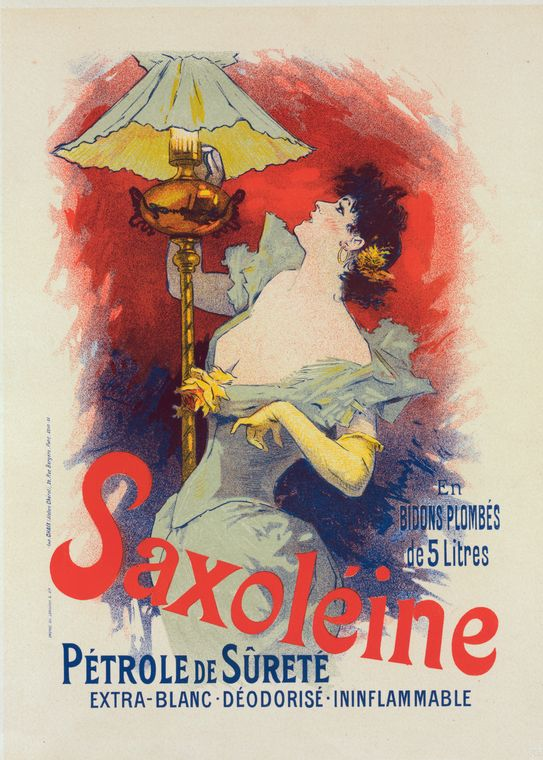
Jules Chéret: Saxoléine Petroleum, 1892
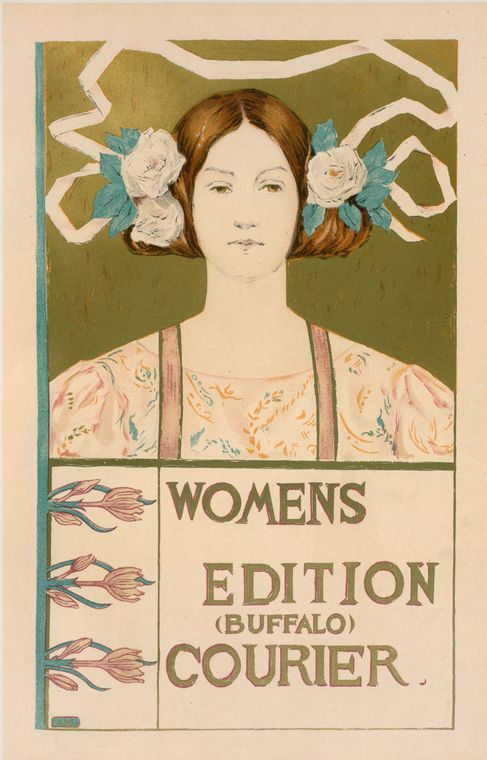
Alice Russell Glenny (American, 1858-1924): Women's Edition Buffalo Courier
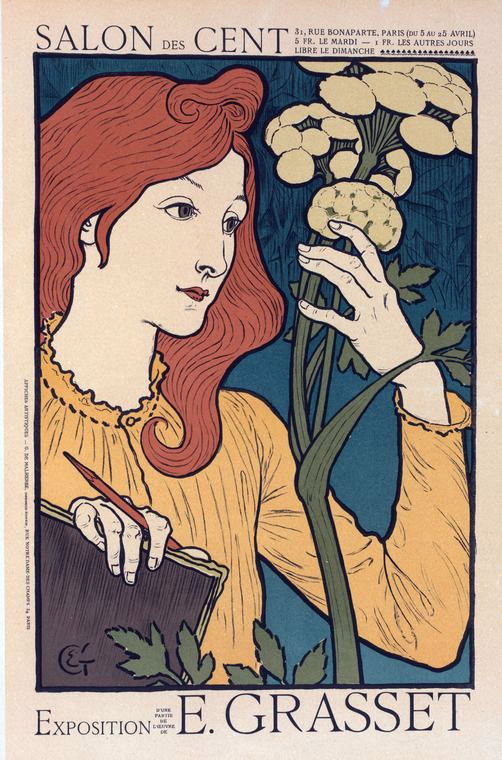
Exposition Eugène Grasset au Salon des Cent
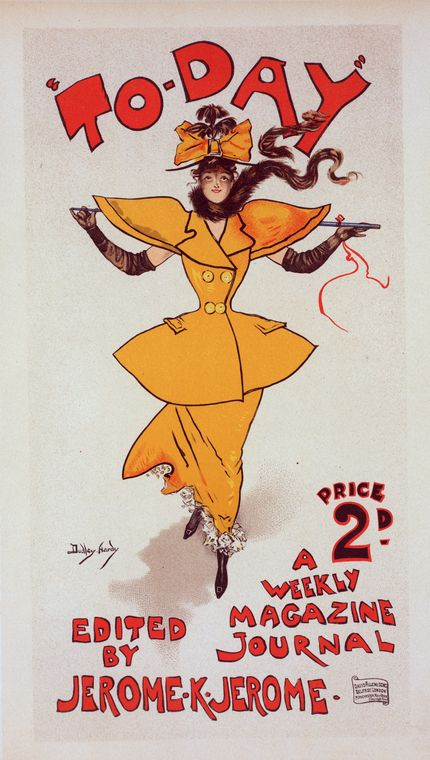
Dudley Hardy "To-Day" magazine, edited by Jerome K. Jerome
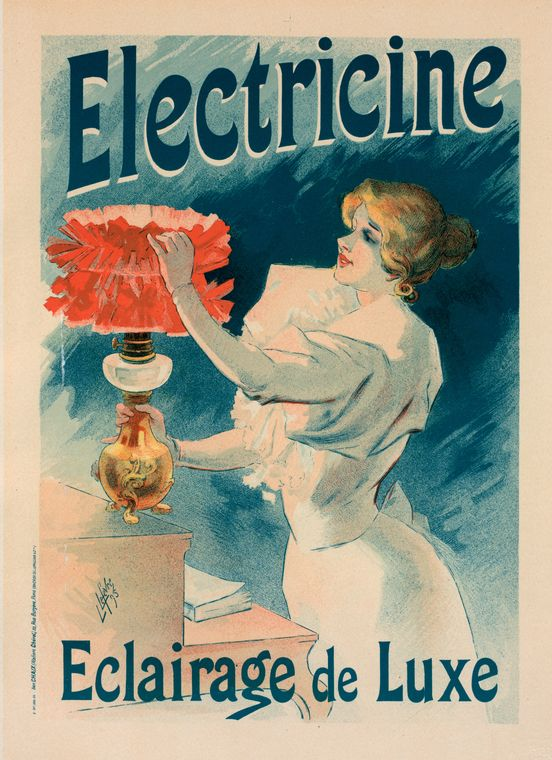
Lucien Lefèvre (born 1850 -?) Electricine (1897)
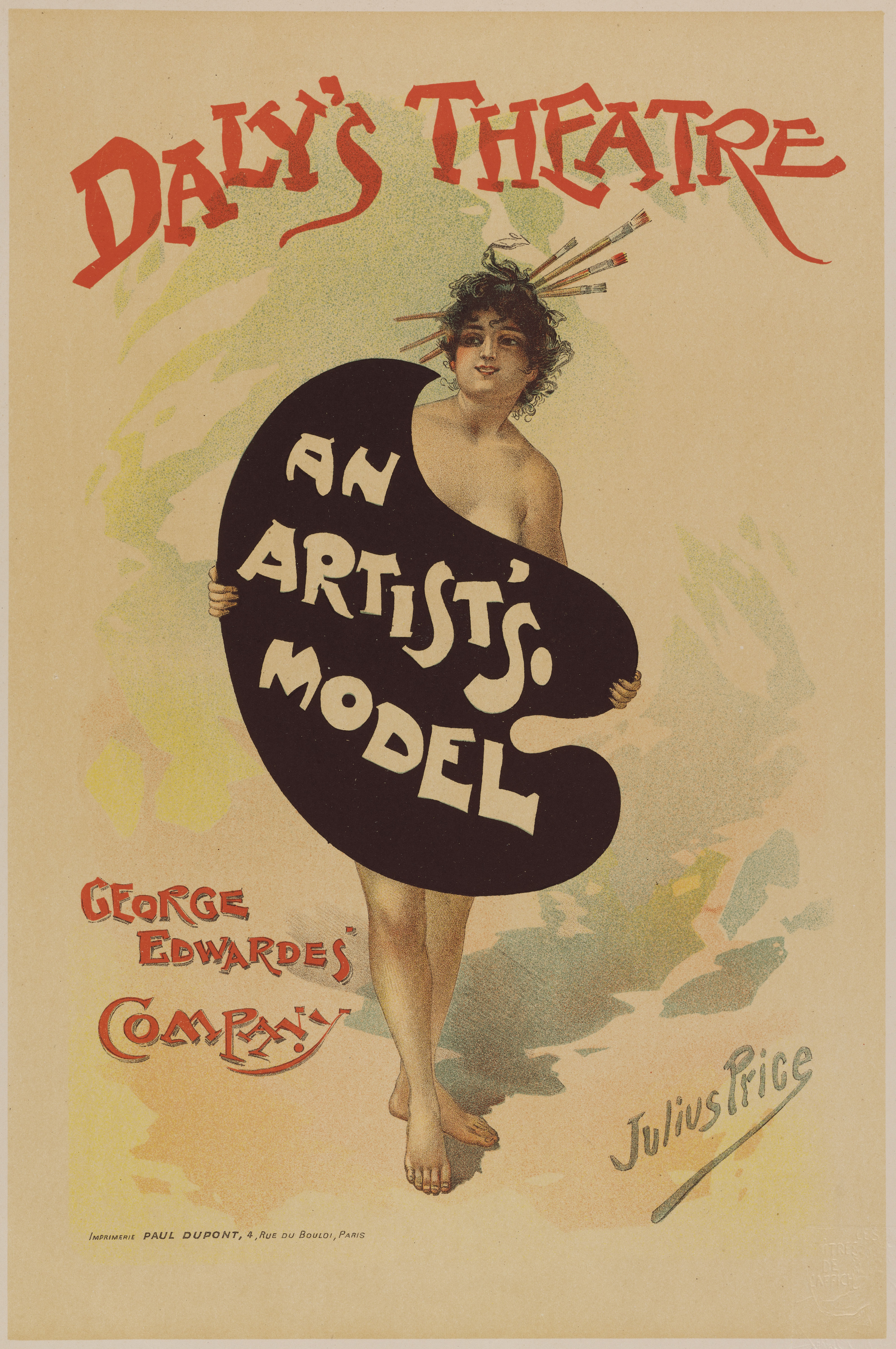
Julius Price (British, 1857-1924) Artist's Model
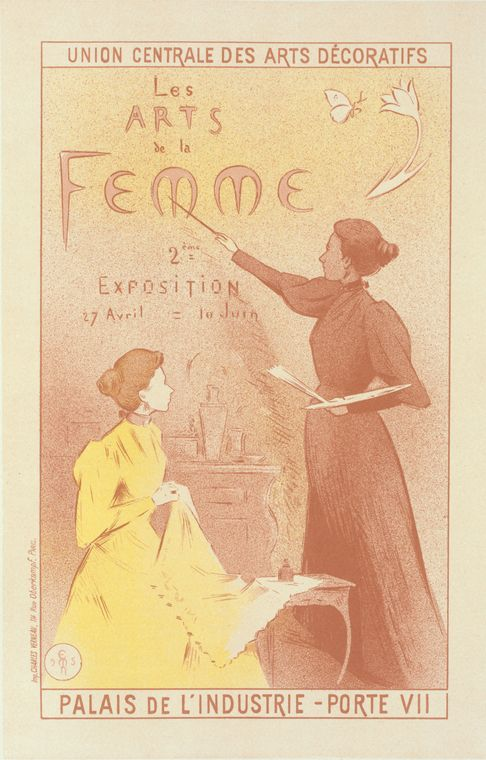
Etienne Moreau-Nélaton (1859-1927): Exposition des "Arts de la Femme"
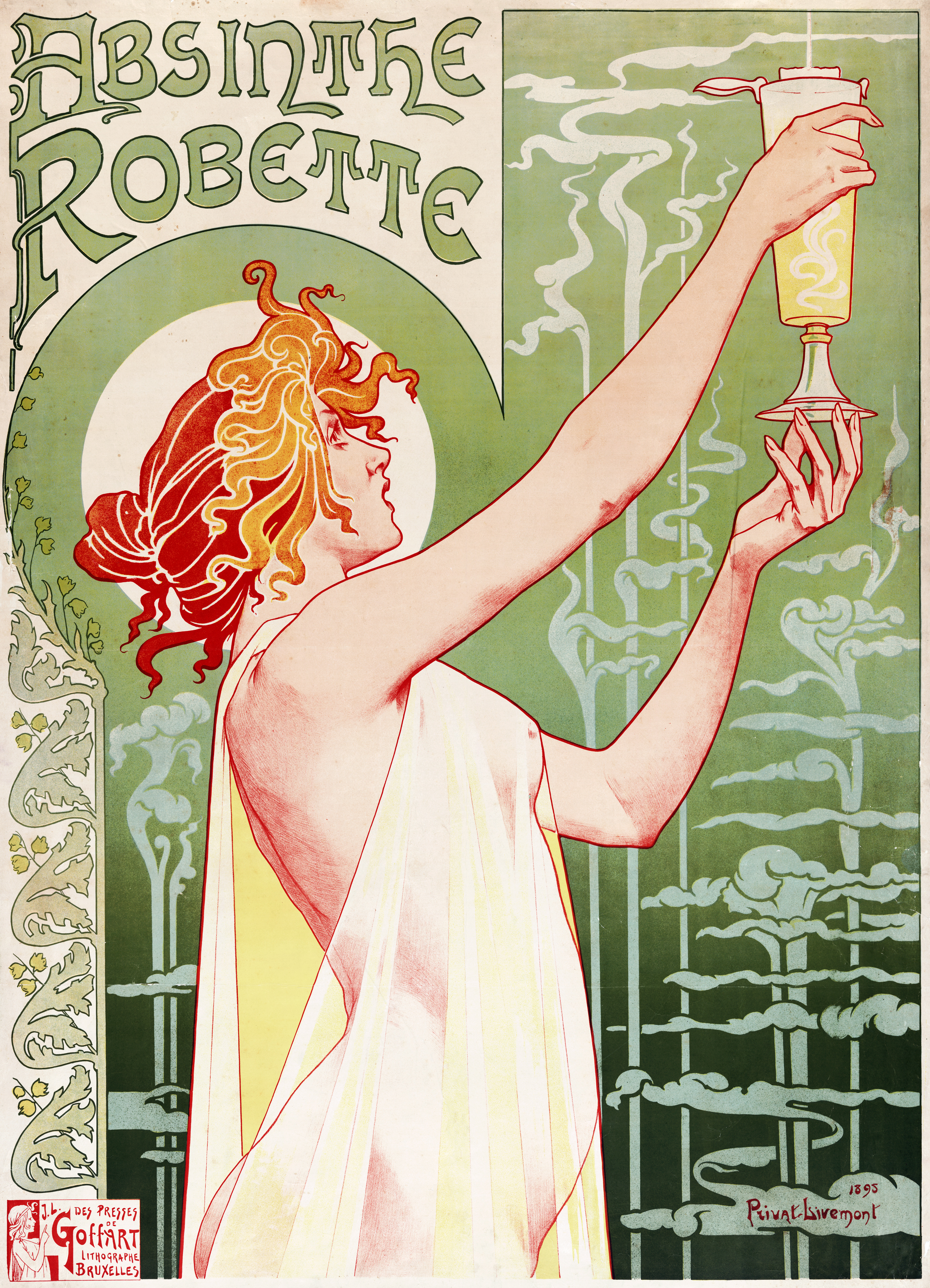
T. Privat-Livemont: Absinth Robette
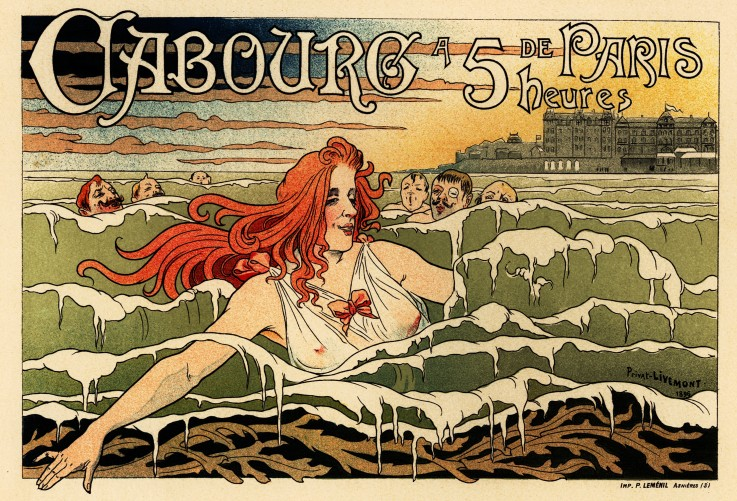
T. Privat-Livemont: Casino de Cabourg
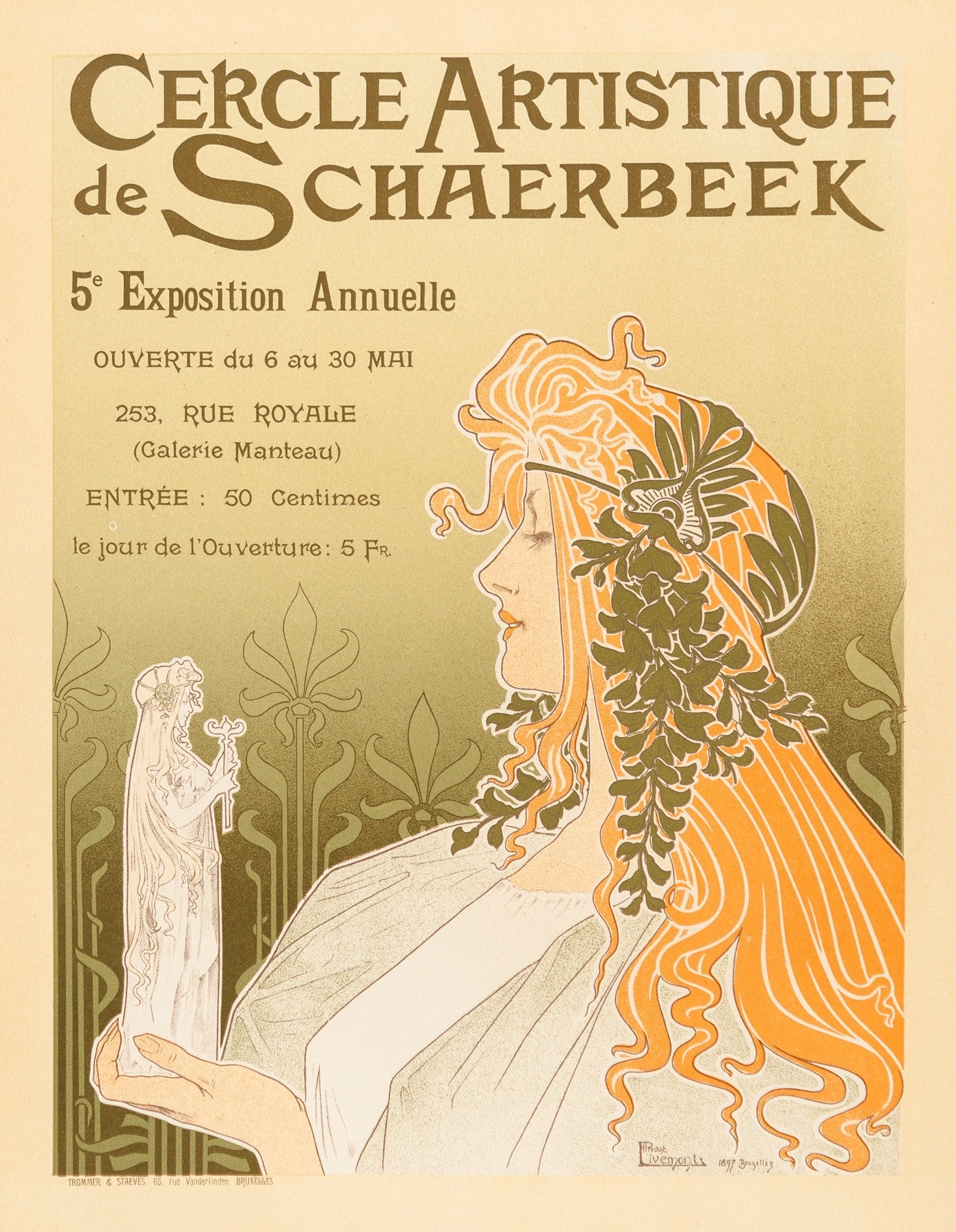
T. Privat-Livemont: Cercle Artistique de Schaerbeek
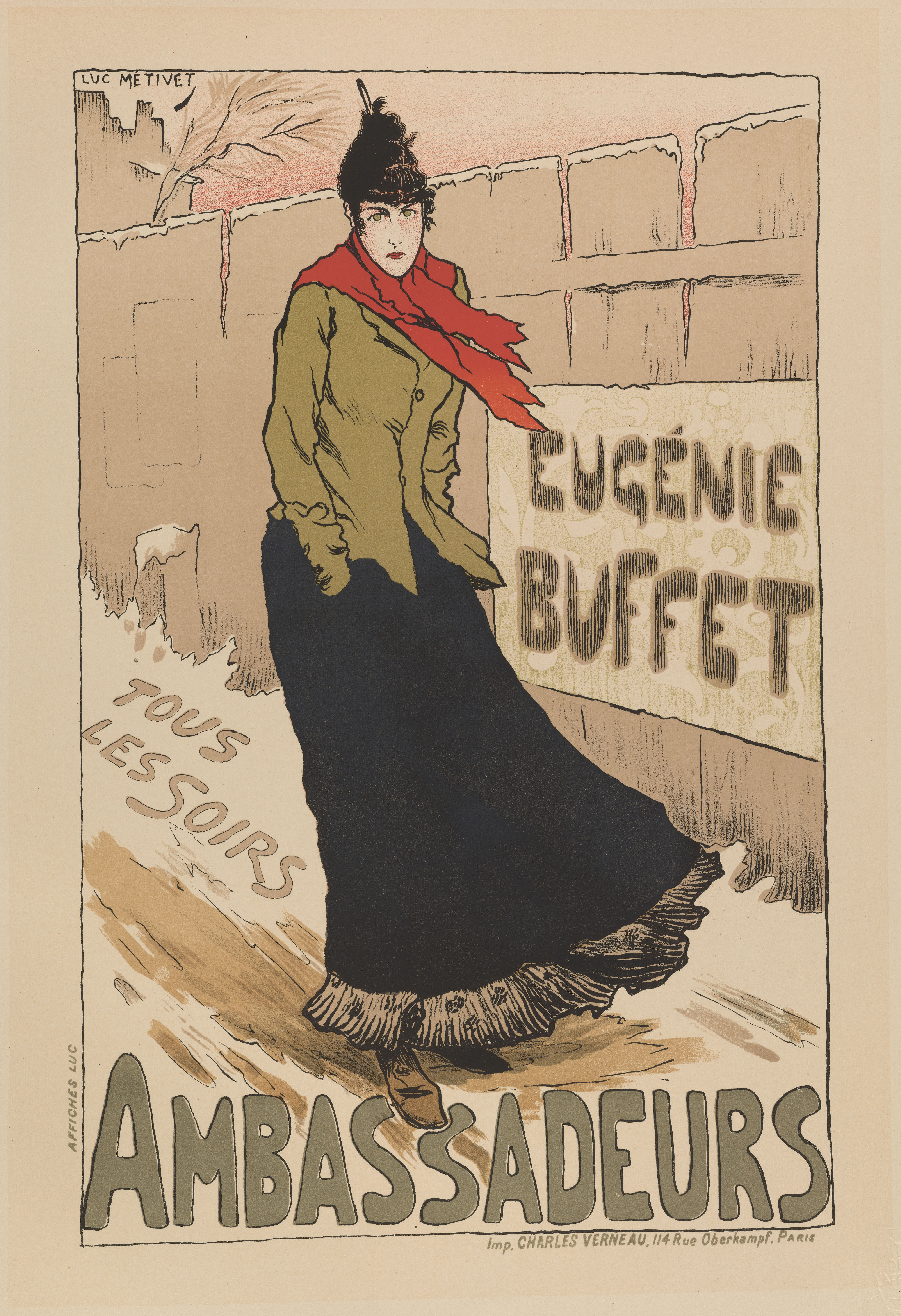
Lucien Métivet, (1863-1932), Eugénie Buffet (in concert)
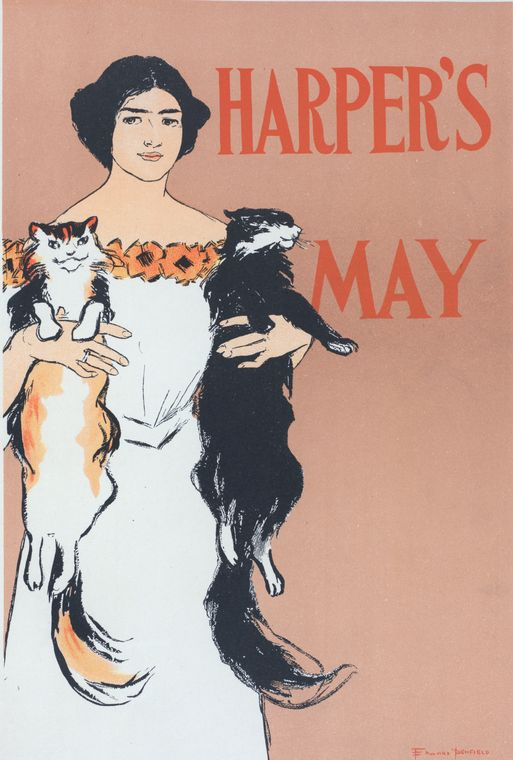
Edward Penfield - Harper's Magazine May 1897
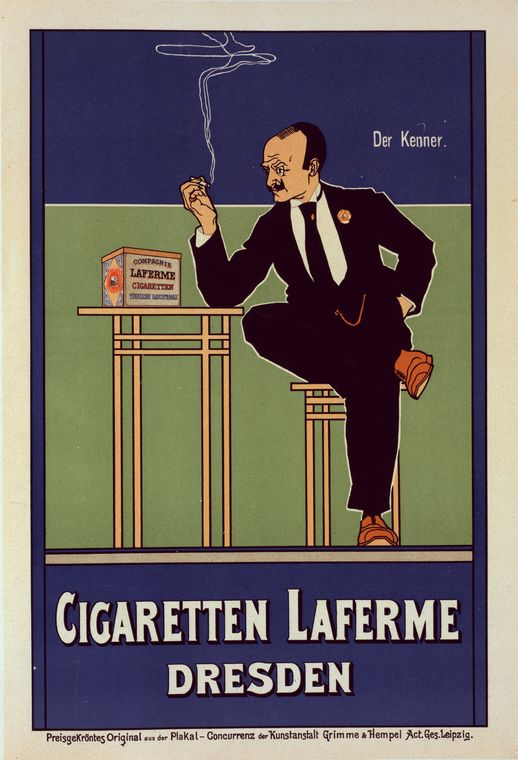
Fritz Rehm (German, 1871-1928) Cigaretten Laferme Dresden
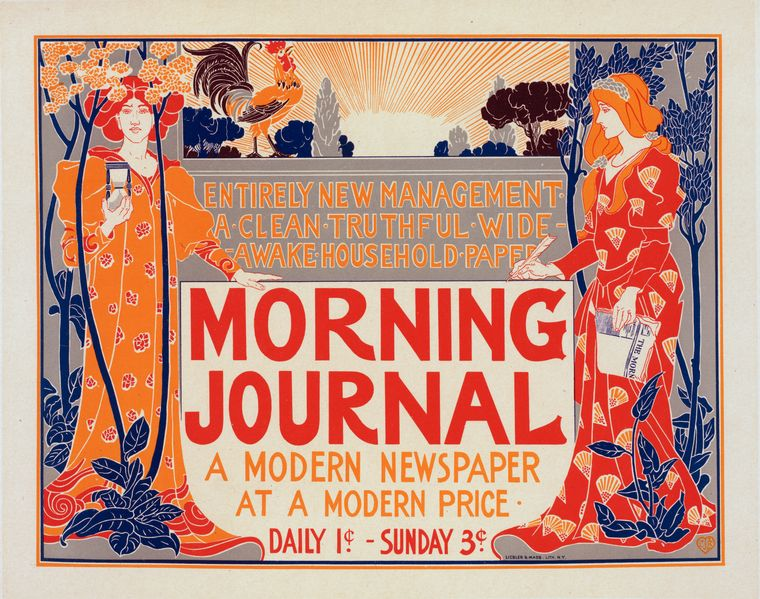
Louis Rhead: Morning Journal
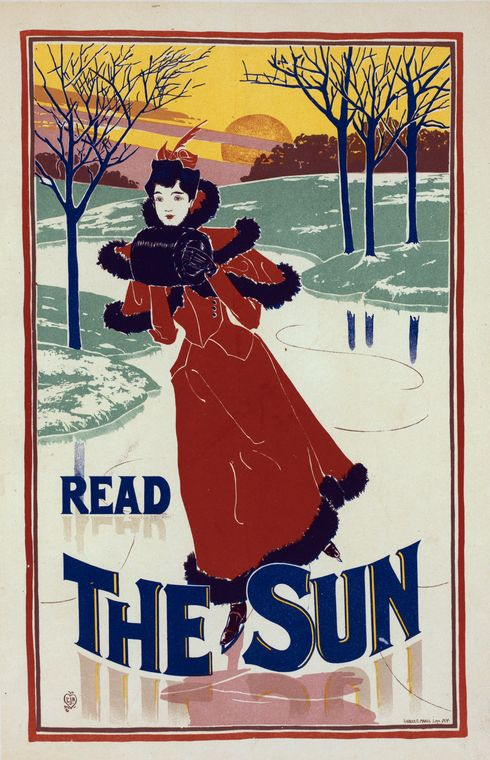
Louis Rhead: Read The Sun (NYC)
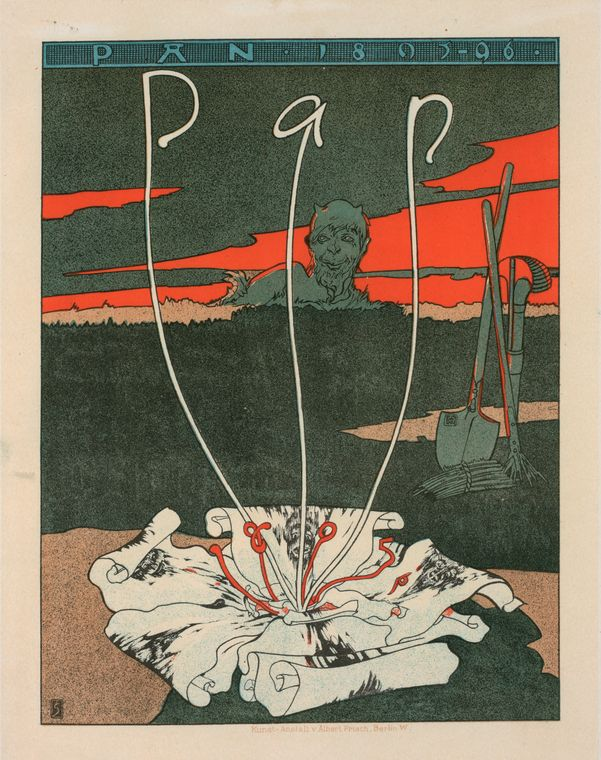
Joseph Sattler. Werbeplakat für die Zeitschrift Pan
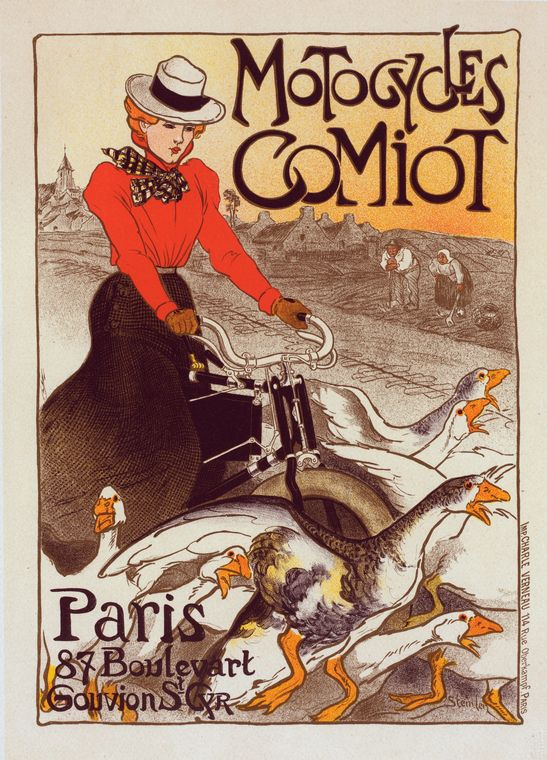
Théophile Steinlen: Motocycles Comiot
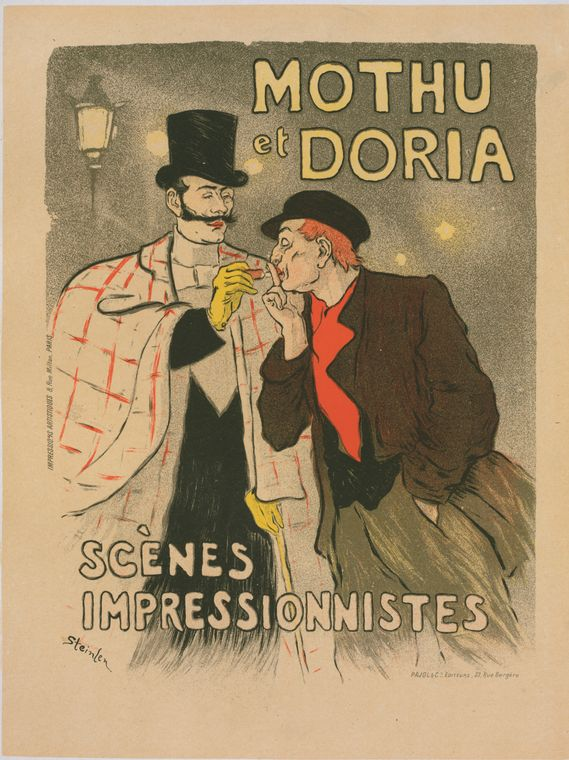
Théophile Alexandre Steinlen: Mothu et Doria
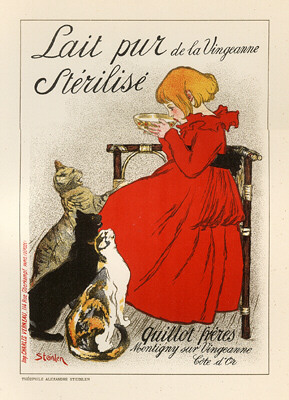
Théophile Alexandre Steinlen: Lait pur stérilisé de la Vingeanne
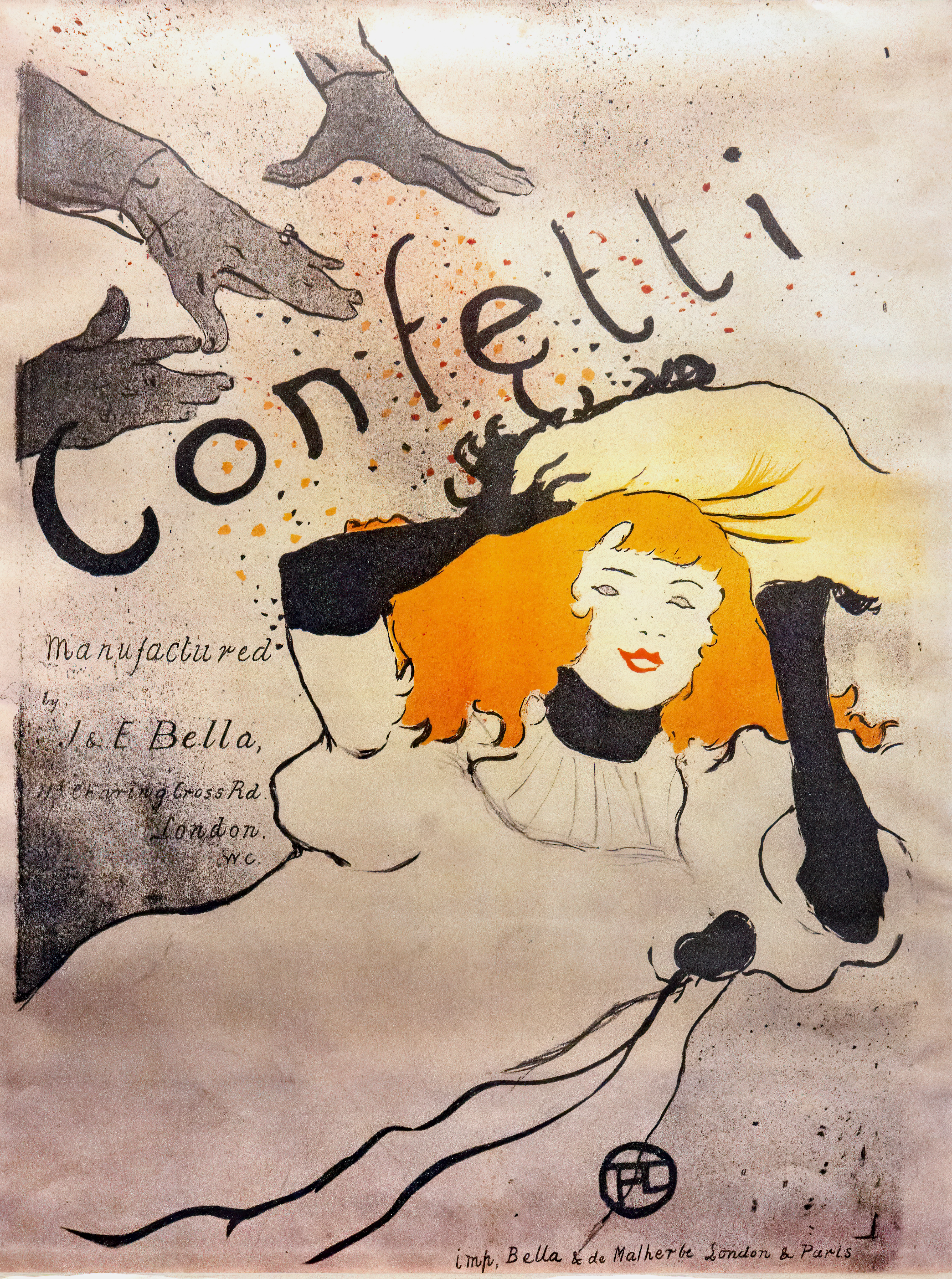
Henri de Toulouse-Lautrec: Confetti
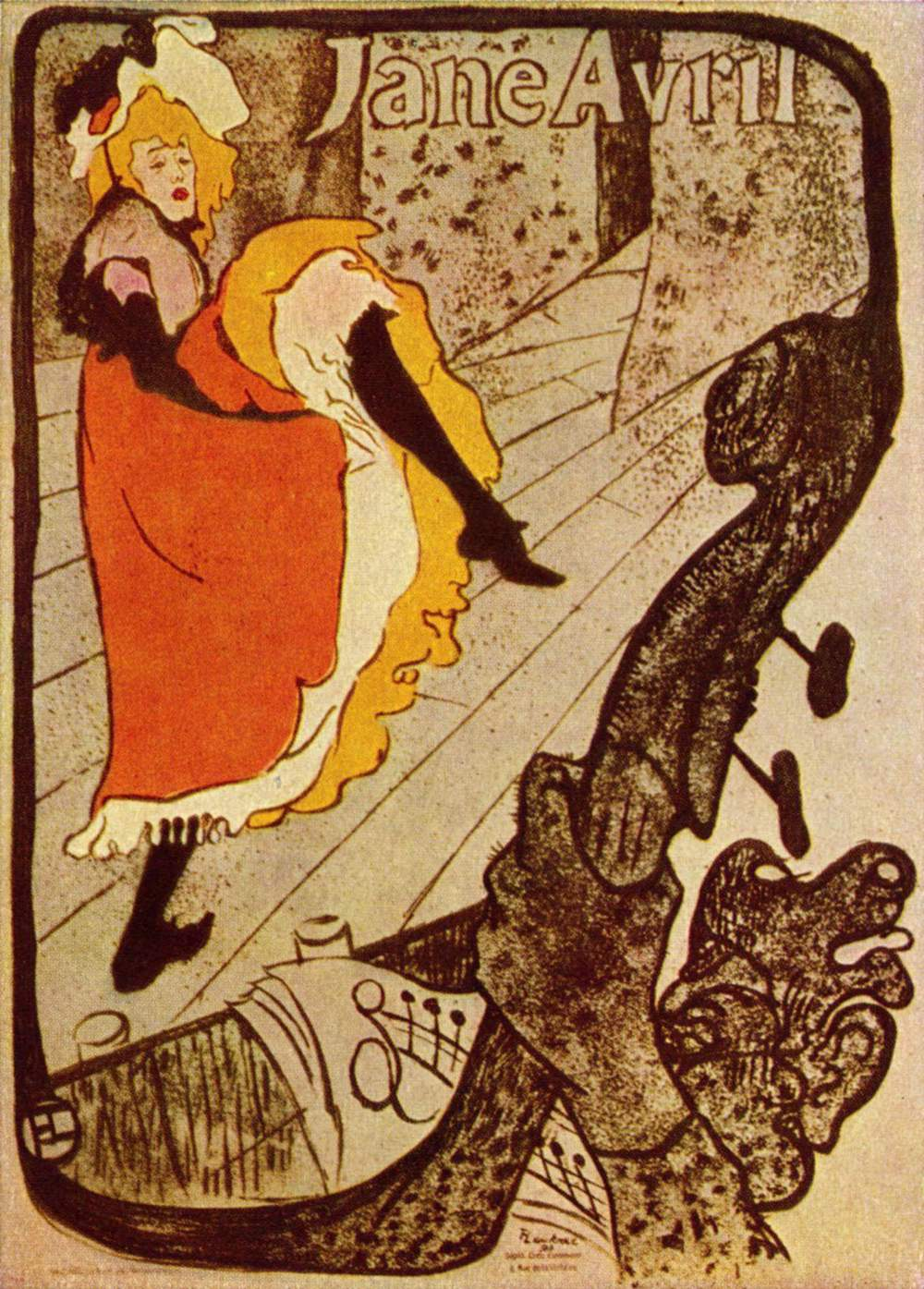
Henri de Toulouse-Lautrec: Jane Avril
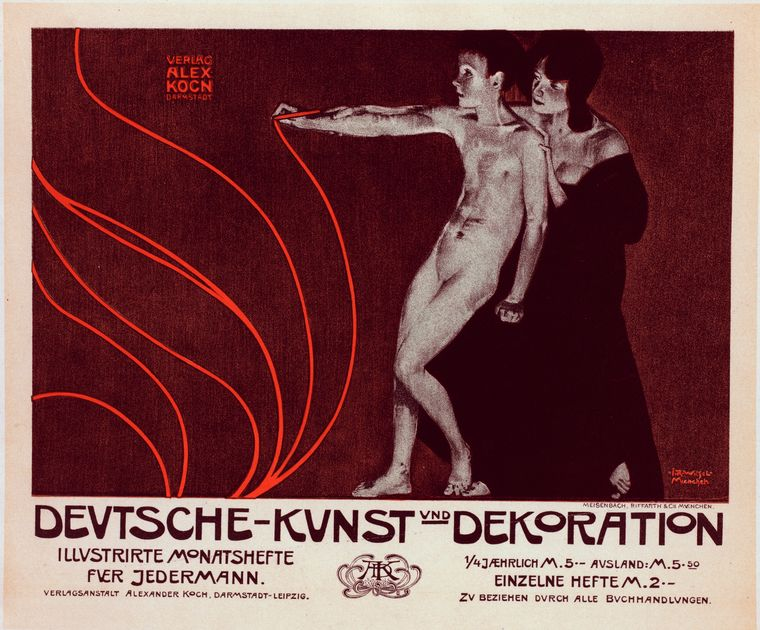
Rudolf Witzel: Deutsche-Kunst und Dekoration 1898